# Az Érintés epizódjainak listája
Ez a lap az Érintés című sorozat epizódjait tartalmazza.
Martin Bohm (Kiefer Sutherland) fia, Jake (David Mazouz) autista. Ennek megfelelően rendelkezik bizonyos képességekkel. A matematika törvényeit követve határoz meg olyan embereket világszerte, akiknek kapcsolatba kellene lépniük egymással, akár azért, hogy segítsenek, akár, hogy ártsanak a másiknak. Martin egyedül neveli a fiút, és miután nehezen kezelhető, a családvédelem elrendel egy vizsgálatot, melynek vezetésével Clea Hopkinst (Gugu Mbatha-Raw) bízza meg. A nő is hamar ráébred a fiú egyedi képességére, és úgy dönt, Martin segítségére lesz, hogy végigjárják a számok diktálta útvonalakat.

## Évados áttekintés
| Évad | Évad | Részek száma | Részek száma | Eredeti sugárzás | Eredeti sugárzás     | Eredeti adó | Magyar sugárzás     | Magyar sugárzás   | Magyar adó |
| Évad | Évad | Részek száma | Részek száma | Évadbemutató     | Évadzáró             | Eredeti adó | Évadbemutató        | Évadzáró          | Magyar adó |
| ---- | ---- | ------------ | ------------ | ---------------- | -------------------- | ----------- | ------------------- | ----------------- | ---------- |
|      | 1.   | 13           | 13           | 2012. január 25. | 2012. szeptember 24. | FOX         | 2013. október 13.   | 2014 augusztus 8. | RTL II     |
|      | 2.   | 13           | 13           | 2013. február 8. | 2013. május 10.      | FOX         | 2014. augusztus 15. | 2014. november 7. | RTL II     |

## Epizódok

### Első évad (2012)
| Sor. | Év. | Cím                                          | Rendező               | Író                                                                               | Premier            | Nézettség     | Gyártási szám |
| --- | --- | -------------------------------------------- | --------------------- | --------------------------------------------------------------------------------- | ------------------ | ------------- | ------------- |
| 1. | 1.  | Zseniális képesség (Tales of the Red Thread) | Francis Lawrence      | Tim Kring                                                                         | 2013. október 13.  | , millió n.a. | 101           |
| Martin Bohm fia Jake autista. Ennek megfelelően rendelkezik bizonyos képességekkel. A matematika törvényeit követve határoz meg olyan embereket világszerte, akiknek kapcsolatba kellene lépniük egymással, akár azért, hogy segítsenek, akár, hogy ártsanak a másiknak. Martin egyedül neveli a fiút, és miután nehezen kezelhető, a családvédelem elrendel egy vizsgálatot, melynek vezetésével Clea Hopkinst bízza meg. A nő is hamar ráébred a fiú egyedi képességére, és úgy dönt, Martin segítségére lesz, hogy végigjárják a számok diktálta útvonalakat. |     |                                              |                       |                                                                                   |                    |               |               |
| 2. | 2.  | A számok hatalma (1+1=3)                     | Ian Toynton           | Tim Kring                                                                         | 2013. október 20.  | , millió n.a. | 102           |
| Jake újabb kapcsolatokat tár fel apjának a számok segítségével. Martin fel is keresi az illetőt, és épp egy rablás közepébe csöppen. Kezdi megérteni, hogy ezek nem véletlenszerű események, és neki az a célja, hogy meggátoljon vagy épp megtegyen dolgokat, biztosítva ezzel az élet körforgását. Az emberek közötti összefonódások egyre jobban megmutatkoznak, és Martin lassan ráébred, hogy mindenkinek a léte és egy adott helyen való léte meghatározott. |     |                                              |                       |                                                                                   |                    |               |               |
| 3. | 3.  | A számok nem hazudnak (Safety in Numbers)    | Stephen Williams      | Carol Barbee                                                                      | 2013. október 27.  | , millió n.a. | 103           |
| Martin újabb számok tükrében egy pénzügyi csalásról szerez tudomást. Egy nagyvállalat volt alkalmazottja létrehozott egy olyan rendszert, mely biztosította a cégnek, hogy befektetőit kisemmizze. A modell megalkotójának hasonló képességei vannak, mint Jake-nek... |     |                                              |                       |                                                                                   |                    |               |               |
| 4. | 4.  | Papírsárkány (Kite Strings)                  | Tucker Gates          | Melinda Hsu Taylor                                                                | 2013. november 3.  | , millió n.a. | 104           |
| Martin fia segítségével rátalál arra az emberre, aki elhunyt feleségével töltötte utolsó napjait. A nő ugyanis vállalta Bobby tanítását, hogy az akkor még fiatal fiú leérettségizzen, és új életet kezdjen. Jake azért vezette el hozzá apját, hogy Bobby viszonozhassa nekik ezt a szívességet. |     |                                              |                       |                                                                                   |                    |               |               |
| 5. | 5.  | Láncreakció (Entanglement)                   | Milan Cheylov         | Chris Levinson                                                                    | 2013. november 10. | , millió n.a. | 105           |
| Kitűzték Jake kiértékelésének időpontját, illetve meghallgatását, melynek alapján a bizottság eldönti, hogy meghagyja az apjának a felügyeleti jogot, avagy sem. Ehhez elkerülhetetlen volna, hogy Martin is jelen legyen az eseményen, ám Jake újabb nyomának köszönhetően, lemarad róla, így félő, hogy elveszik tőle a gyermeket. Ám a jel, mellyel Jake felhívja apja figyelmét ezúttal nem szám, hanem egy forma. |     |                                              |                       |                                                                                   |                    |               |               |
| 6. | 6.  | Elveszve és elfelejtve (Lost and Found)      | Stephen Williams      | Robert Levine                                                                     | 2013. november 17. | , millió n.a. | 106           |
| Egy Jake korú kisfiú eltűnik, a rendőrség nagy erőkkel kezdi meg a nyomozást, de napokig nincs fejlemény. Martin úgy értesül az esetről, hogy épp a fiú apjának szállít ki egy elvesztett bőröndöt, és az események innentől kezdve összeforrnak. Clea édesanyja kórházba kerül, ahol a nő összefut Martinnal. Kiderül, hogy kiskorában a nő anyja - betegsége miatt - idegen gyermekeket hitt magáénak, és miután a fiú közelében volt, amikor az eltűnt, Jake és Clea együtt próbálja előkeríteni őt. |     |                                              |                       |                                                                                   |                    |               |               |
| 7. | 7.  | A kulcs (Noosphere Rising)                   | Gwyneth Horder Payton | Tim Kring , Carol Barbee                                                          | 2013. november 24. | , millió n.a. | 107           |
| Arthur Teller, Jake orvos segítője váratlanul meghal. Hátrahagy viszont egy kulcsot Martinnak, mely valószínűleg annak a helynek az ajtaját nyitja, ahol a doktor a kutatásait végezte. Eközben egy világ mozdul meg a fiatal Natalie blogbejegyzése kapcsán, ahol egy fiatal szerelmespár, az olasz Paolo és a francia Celeste egymásra találását szorgalmazza. |     |                                              |                       |                                                                                   |                    |               |               |
| 8. | 8.  | A két Lotti (Zone of Exclusion)              | Adam Kane             | Chris Levinson                                                                    | 2013. december 1.  | , millió n.a. | 108           |
| Jake újabb nyoma ezúttal sem számok formájában jut el Martinhoz. Macskabölcsőn mutat meg alakzatokat, melyek alapján Martin két lány és egy orvos ügyében kezd nyomozásba. Clea egyre többször fedezi Martin akcióit, ezért elveszik tőle Jake ügyét, és fegyelmi vizsgálatot indítanak Clea ellen. |     |                                              |                       |                                                                                   |                    |               |               |
| 9. | 9.  | Testvéri áldozat (Music of the Spheres)      | Michael Waxman        | Rob Fresco                                                                        | 2013. december 8.  | , millió n.a. | 109           |
| Jake újabb nyomhoz vezeti apját. Ezúttal egy fiatal fiúhoz, aki egyedül látja el sérült testvérét, és mindezt lopásokkal, rablásokkal. Ám kiderül, hogy nagyrészt kényszerből, mert a nevelőtisztje egy korrupt rendőr és ő elvárja tőle a plusz bevételeket. Jake segítségével előkerül a két New York-i fiú távoli nagynénje, akinek minden vágya, hogy eljusson Amerikába. |     |                                              |                       |                                                                                   |                    |               |               |
| 10. | 10. | Kirakós játék (Tessellations)                | Jon Cassar            | Zach Craley                                                                       | 2013. december 10. | , millió n.a. | 110           |
| Jake legújabb nyoma ezúttal rendhagyó módon egy törvénytelen ügyhöz kapcsolódik. Látszólag legalábbis, mert a számokat követve Jake, egy rablás közepébe csöppen. Dokkmunkások ki akarnak fosztani egy konténert a gyors pénz reményében. Ám aztán kiderül, hogy egyiküket kirúgták, és emiatt a beteg felesége kezelését nem támogatja tovább a TB, illetve az is, hogy a munkások főnöke csempészárukkal kereskedik. Ám a legnagyobb meglepetés akkor éri mindnyájukat, amikor a kiszemelt konténert kinyitják… |     |                                              |                       |                                                                                   |                    |               |               |
| 11. | 11. | Amelia és Jake 1. rész (Gyre part 1)         | Nelson McCormick      | Történet: Jonathan I. Kidd , Sonya Winton Tévéjáték: Carol Barbee , Robert Levine | 2013. december 22. | , millió n.a. | 111           |
| Martin Jake iránymutatása alapján Amélia után kezd kutatni. Ő az a halottnak vélt kislány, akit Arthur Teller vizsgált, és Jake-hez hasonlónak hitte. Egy felvételen Martin megdöbbenésére Amélia megszólal. Elmondja, hogy volt egy vakbélműtétje, - aminek az eltemetett áldozat testén nincs nyoma - és mert a pontosan nem tudták azonosítani, Martinban felmerül a gyanú, hogy a kislány még élhet. Ugyanígy gondolkodik a lány anyja is, aki nem adta fel a keresését, és Amélia egy sajátos matematikai számsorát követve próbálja megtalálni. Martint a nyomozása miatt megtámadják, és az életére törnek, mi több egy azonnali bizottsági határozat értelmében, felmentik gyermeke gyámsága alól… |     |                                              |                       |                                                                                   |                    |               |               |
| 12. | 12. | Amelia és Jake 2. rész (Gyre part 2)         | Greg Beeman           | Tim Kring , Rob Fresco                                                            | 2013. december 29. | , millió n.a. | 112           |
| Miután Martintól megvonják a Jake fölötti gyámságát, a férfi Clea segítségével megszökteti a fiút. A terv, hogy mielőbb elhagyják az államot. Martin Avram segítségére is számít, akinek egy ismerősén keresztül próbálnak egy távolsági busszal elmenekülni. Az állomáson azonban rájuk akadnak üldözőik. Randallnak, a lottónyertesnek köszönhetik újabb menekülésüket, így eljutnak a nyugati partra, ahol belebotlanak Amélia édesanyjába… |     |                                              |                       |                                                                                   |                    |               |               |
| 13. | 13. | Hamis vád (The Road Not Taken)               | Nelson McCormick      | Melinda Hsu Taylor                                                                | 2014 augusztus 8.  | , millió n.a. | 113           |
| Martin visszatér abba a városba, ahonnan húsz éve a karrierje indult. A helyiek nem kedvelték őt igazán, mert egy leleplező cikkével bezáratta az akkoriban szinte az egész városnak munkát adó vasüzemet. A történelem ismétli magát, hiszen azóta új üveggyár épült a térségben, amit ezúttal Martin egykori főnöke kíván leleplezni, de indokolatlanul. |     |                                              |                       |                                                                                   |                    |               |               |

### Második évad (2013)
| Sor. | Év. | Cím                                      | Rendező            | Író              | Premier             | Nézettség     | Gyártási szám |
| --- | --- | ---------------------------------------- | ------------------ | ---------------- | ------------------- | ------------- | ------------- |
| 14. | 1.  | Hatalom és vágy (Event Horizon)          | Nelson McCormick   | Tim Kring        | 2014 augusztus 15.  | , millió n.a. | 201           |
| Martin, miután találkozik Amélia édesanyjával, Lucyval, tudja, hogy Jake azért vezette el őt a nőhöz, hogy segítse neki megtalálni a kislányát. Rögtön forró nyomon indulnak el, és eljutnak egy magánnyomozóhoz, aki egy hasonló kislány után nyomoz. A megbízója pedig a kislány apja. Annak az ügyvédi irodának a vezetője, akiknek a legfőbb ügyfelük az Aster Corps. Kiderül azonban, hogy a két kislány nem ugyanaz, és hogy Amélia életben van ugye, de valaki arról győzték meg, hogy a szülei lemondtak róla.                                                             |     |                                          |                    |                  |                     |               |               |
| 15. | 2.  | Közeli helyeken (Closer)                 | Michael Waxman     | Carol Barbee     | 2014 augusztus 22.  | , millió n.a. | 202           |
| Az Aster Corps gyűlésén kifakadó Calvin Norburget felkarolná a milliárdos befektető Vikash Nayar. A cég ezt nem nézi jó szemmel, és elrabolja az üzletember apját, hogy az továbbra is a céget támogassa anyagilag, és ne az elbocsátott alkalmazottját. Jake útmutatásával Martin a segítségére siet, Lucyval együtt, és az üzletembertől remélnek viszont segítséget Amélia hollétét illetően. |     |                                          |                    |                  |                     |               |               |
| 16. | 3.  | Ellenségem ellensége (Enemy of My Enemy) | Sanford Bookstaver | Rob Fresco       | 2014 augusztus 29.  | , millió n.a. | 203           |
| Martin legújabb terve, hogy Calvin Norburg segítségével bejut az Aster Corps épületébe, és kikeresi a cég titkos aktáit. Most már bizonyos, hogy Amélia az ő felügyeletük alatt volt, de felmerül a gyanúja annak, hogy esetleg elszökött tőlük. A belépéshez egy speciális kártyára lenne szükség, melyet Calvin egy ismerősétől tudna megszerezni, de az illető hölgy éppen egy pakisztáni kiküldetésen van, ahol fogságba esik. Martin minden követ megmozgat, hogy segítsen a szabadulásában, de az Aster Corps-nak valamiért fontos érdeke, hogy a nőt eltűntesse a színről…  |     |                                          |                    |                  |                     |               |               |
| 17. | 4.  | Tökéletes vihar (Perfect Storm)          | Nelson McCormick   | Jennifer Johnson | 2014 szeptember 5.  | , millió n.a. | 204           |
| Martin Calvin Norburg kérésére behatol az Aster Corps épületébe, hogy megszerezze a tudós ott tárolt kutatási adatait. A vállalatnál azonban elcsípik, ezért kénytelen alkut kötni annak vezetőjével is, melynek értelmében lebuktatja Calvin Norburget, és a cikkével tisztára mossa az Aster Corps-ot. Lucy ezalatt lázasan keresi annak a férfinak a kilétét, aki szerinte kapcsolatba hozható a lánya eltűnésével, és a különleges képességű emberek meggyilkolásával. Avram ebben meg is erősíti őt, sőt immár a férfi nevével, és a hírrel, hogy Jake-et is meg akarja ölni. |     |                                          |                    |                  |                     |               |               |
| 18. | 5.  | Szemtől szembe (Eye to Eye)              | Milan Cheylov      | Barry O'Brien    | 2014 szeptember 12. | , millió n.a. | 205           |
| Jake elvezeti apját és Lucy-t Améliához. Ám a nagy találkozás nem jöhet létre anya és lánya között, mert Calvin Norburg-ék közbeavatkoznak. Immár bizonyos, hogy a lány a tudósnál van, ezért Lucy, miután megszerzi annak címét, végezni akar vele. Ezalatt Guillermo, aki annak szentelte életét, hogy végez a Harminchatokkal újabb embert öl meg. Egy papot, aki meg akarta gátolni küldetésében. |     |                                          |                    |                  |                     |               |               |
| 19. | 6.  | Megtörve (Broken)                        | Matt Earl Beesley  | Karyn Usher      | 2014 szeptember 19. | , millió n.a. | 206           |
| Lucy miután az orra elől rángatták megint el a lányát alkut köt Calvin Norburggel, megegyeznek, hogy Jake-ért cserébe a férfi visszaadja Améliát. Martin a hír hallatán már tudja, hogy ez átverés, és Calvin így akar időt nyerni, hogy elszökhessen a lánnyal. Egy Jake által mutatott újabb jel azonban elviszi őket Norburghez, ahol viszont már csak azzal szembesülnek, hogy Amélia nincs nála, és a férfi anyját Frances-t megölték. |     |                                          |                    |                  |                     |               |               |
| 20. | 7.  | Szellemjárás (Ghosts)                    | Seith Mann         | David Eick       | 2014 szeptember 26. | , millió n.a. | 207           |
| Lucy, miután Améliát szinte a karjaiból ragadták újra el, úgy dönt, elmegy Los Angelesből. Jake azonban különféle módon igyekszik jelezni neki, hogy ne menjen el, így a nő végül marad. Guillermo folytatja a Harminchatok üldözését, és rá is talál Jake-re, a Breakwire egyik összetartásán. A viharos idő miatt áramszünet lesz az épületben, ahol megkezdődik a kergetőzés. Martin és Trevor egykori biztonsági főnöke is megjelenik, és felajánlja nekik a segítségét Amélia és Jake ügyében.                                                                                |     |                                          |                    |                  |                     |               |               |
| 21. | 8.  | Utolsó típusú találkozások (Reunions)    | Roxann Dawson      | Brynn Malone     | 2014. október 3.    | , millió n.a. | 208           |
| Martin kideríti, hol tartják fogva Ameliát. Lucy-val az Aster Corps egy régi telephelyére mennek, ahová be is jutnak, és Martin sikeresen kihozza Ameliát. Miután Guillermo Ortiz még szabadlábon van, Martin azt javasolja Lucy-nak, hogy vonuljanak el, és pótolják be az elvesztett éveket, amíg a gyilkost kézre nem kerítik. Lucy és Amelia el is indulnak új, közös életük felé, ám a lány elrablói újra rájuk akadnak. Együtt nincs esélyük a menekülésre, csupán egyikük úszhatja meg a találkozást…                                                                       |     |                                          |                    |                  |                     |               |               |
| 22. | 9.  | Időtlenül (Clockwork)                    | Nelson McCormick   | Carol Barbee     | 2014. október 10.   | , millió n.a. | 209           |
| Phillip Greent halálra ítélik egy hármas gyilkosság miatt, amit 15 éve követett el. Jake valamiért elvezeti hozzá Martint, akinek meggyőződése, hogy azért, mert valahogy meg kell akadályoznia a férfi kivégzését. Felkeresi Green lányát, aki elmondja, hogy az apja a bűnténye óta nem beszél, ezért nem tartja vele a kapcsolatot. Martin rekonstruálja a gyilkosságot, amit több kételyt is felvet. Előkerül egy gépezet Green munkahelyéről, melyről kiderül, hogy egy rejtjelező, és egy kapcsolattartó eszköz, mellyel a Harminchatokat lehet elérni, vagy felkutatni.     |     |                                          |                    |                  |                     |               |               |
| 23. | 10. | Csendestársak (Two of a Kind)            | Michael Waxman     | Rob Fresco       | 2014. október 17.   | , millió n.a. | 210           |
| Guillermo Ortiz továbbra is vadászik harminchatokra. Az elsődleges célpontja Jake és Amelia, de ezúttal Dr. Nell Plimptont nyomát követi. A fiatal doktornő egy évezredes leletet akar kivizsgáltatni, mely minden bizonnyal az emberiség első számrendszerét rejti. A hieroglifák megfejtésében Jake akaratlanul is részt vesz, így kerül újfent Guillermo látószögébe. |     |                                          |                    |                  |                     |               |               |
| 24. | 11. | Megvádolva (Accused)                     | Adam Kane          | Barry O'Brien    | 2014. október 24.   | , millió n.a. | 211           |
| Martin elmondja a rendőrségen az egész eddig történet, ahol úgy tűnik hisznek neki, mígnem előkerül a fegyver, amivel Amelia édesanyját megölték, rajta a férfi ujjlenyomataival. Martint letartóztatják. Calvin Norburg leteszi érte az óvadékot, és arra ösztönzi Martint, hogy folytassa tovább a harcát, most már vele együtt az Aster Corps leleplezéséért, akik továbbra is keresik Jake-et és Ameliát. |     |                                          |                    |                  |                     |               |               |
| 25. | 12. | Álmatlanság (Fight or Flight)            | Milan Cheylov      | Brynn Malone     | 2014. október 31.   | , millió n.a. | 212           |
| Trevor bejelentkezik egy alvásklinikára. Az Aster Corps felügyelte intézet ezzel álcázza a kísérleteit, amiket a Harminchatokon végeznek. Trevor és Martin bizonyítékot akar gyűjteni, hogy a rendőrség végre közbelépjen és leállítsa a nagyvállalat tiltott kísérleteit. Az Intézetben találkoznak Calvin Norburggel, aki elmondja, azért jött vissza a vállalathoz, hogy belülről segítsen leleplezni az illegális ténykedésüket… |     |                                          |                    |                  |                     |               |               |
| 26. | 13. | Az utolsó esély (Leviathan)              | Nelson McCormick   | Tim Kring        | 2014. november 7.   | , millió n.a. | 213           |
| Martin balesetet szenved, melynek során az Aster Corps emberei elrabolják Jake-et és Ameliát. Egy hajón folytatják rajtuk a kísérleteket, hogy az Isteni számsort befejezzék. Ez a szekvencia ugyanis az Aster Corps fennmaradását jelentené, mivel a cégnek milliárdos veszteségei vannak. Martin Trevor segítségével feljut erre a hajóra, és kimenekíti a gyerekeket. A rendőrség kellő bizonyítékot talál a nagyvállalat ellen, és letartóztatja annak igazgatóját. |     |                                          |                    |                  |                     |               |               |